# Либерализъм
 Тази статия е за идеологията.  За книгата вижте Либерализъм (Лудвиг фон Мизес).  
Либерализмът (от латинската дума liberalis, означаваща „присъщ на свободата“, „благовъзпитан“, „учтив“, „щедър“) е морална концепция и политическа философия, също идеологическо течение, което отстоява свободата и равенството като основни човешки ценности. Основните ценности на либерализма са личната свобода, социалният прогрес, веротърпимостта. Либералното управление предполага свобода на мисълта, свободно обменяне на идеи, пазарна икономика, основана на частното предприемачество и инициатива, прозрачност на управлението, но също и ограничения върху властта на църквата (и подобни религиозни институции) и на правителството. Либерализмът отстоява също гражданските права, откритите и честни избори, свободата на печата, свободата на вероизповеданията, свободната търговия и частната собственост.
Либерализмът има своите корени в западното Просвещение, но днес терминът обозначава едно широко и разнообразно поле на политическата мисъл.

## Етимология
Думата „либерален“ произхожда от латинското liber („свободен“), от което идва също и терминът на английски език за свобода – liberty, а на френски: liberté. От същата дума произлизат думите „либертарианец“ и „либертинство“. Един от първите записани случаи, в който се използва думата „либерален“, датира от 1375 г., когато с нея се описват т.нар. либерални изкуства (artes liberales) в контекста на вид образование, което е желателно за един свободно роден човек. Ранната връзка на думата с класическото образование, давано от средновековните университети, скоро отстъпва мястото си на цяла гама от различни денотации и конотации. „Либерален“, към 1387 г., се отнася до „свободен за предоставяне“, „направен без ограничение“ към 1433 г., „позволен свободно“ към 1530 г. и „освободен от възпиране“ – често като пейоративна забележка – през 16 и 17 век.
В Англия през 16 век „либерален“ има позитивни или негативни атрибути, когато се отнася до нечия щедрост или неблагоразумие. В „Много шум за нищо“, Шекспир пише за „либерален злодей“, който „бил издал своите злъчни срещи“. С възхода на Просвещението думата придобива категорично по-позитивни нотки, като бива дефинирана като „освободеност от тесногръди предразсъдъци“ през 1781 и „освободеност от фанатизъм“ през 1823 г. През 1815 г. първата употреба на думата „либерализъм“ се появява в английския език. До началото на средата на 19 век „либерален“ започва да се използва като политизиран термин за партии и движения по целия свят.

## История
Историята на либерализма започва преди почти четири столетия, когато в Англия се разразява Английската гражданска война (1642 – 1651). Дори след края на Студената война (1991) идеологията продължава да се изменя. Либерализмът започва своето съществуване като реакция срещу религиозните войни в Европа от 16 и 17 век, но също така и като реакция на свободолюбивата аристокрация (аристократичен либерализъм) срещу абсолютизма, първата форма на европейската модерна държава. Либерализмът е отстояван от далечни мислители като Марк Аврелий, Кардинал Каджетан и Саламанкската школа, но повечето историци свързват началото на либералното политическо управление с религиозните войни, които обхващат Европа през 16 и 17 век, най-вече във Франция.  Първото му значимо политическо проявление настъпва в края на 18 век с Американската революция. Той придобива формата на цялостно движение с Френската революция, когато се демократизира (демократичен либерализъм) и се превръща в идеология на разрушаването на абсолютизма и развитието на представителното управление.
Класическите либерали, които подчертават важността на свободните пазари и гражданските свободи, доминират в либералната история в продължение на цяло столетие след Френската революция. Суровите лишения, свързани с Първата световна война (1914 – 1918) и Голямата депресия (1929 – 33), ускоряват тенденциите в Западния свят към нов тип либерализъм, акцентиращ върху необходимостта от ефективна държавна политика за социално подпомагане. До началото на 21 век либералните демократични режими и техните основни характеристики – конституция, граждански права и лични свободи, плурализъм в обществото и дори наличието на социална държава – получават широко разпространение в повечето региони на света.

### От зараждането до революцията
Възникването на Ренесанса през 15 век е тясно свързан с възраждането на интереса към науката и Античността, което спомага за обезсилването на средновековните институции. През 16 век Мартин Лутер поставя началото на Протестантската реформация, която съзира Римокатолическата църква като корумпиран и подтиснически строй с прекалено голямо участие във феодалната структура на обществото. Ответният удар идва с Контрареформацията, с която Църквата цели овладяването на тези настроения. Религиозните различия между протестанти и католици намират материално изражение в Тридесетгодишната война (1618 – 1648), която се превръща в един от най-трагичните конфликти в европейската история. В Англия гражданската война води до екзекуцията на крал Чарлз I през 1649 година. Малко по-късно, през 1688 година, успехът на Славната революция година довежда до установяване на конституционална монархия с подсилено влияние на парламента. Тези събития пораждат основните елементи на ранната либерална идеология, а историците Колтън и Полмър им дават следната оценка:
| “ | Уникалното за Англия е, че като побеждава краля, парламентът достига практична форма на управление. Правителството остава силно, но е поставено под контрола на парламента. Това определя характера на съвременна Англия и залага в историята на Европа и света голямото движение на либерализма. | ” |

Един от първите идеолози на това движение е английският философ Джон Лок, който често е идентифициран като Бащата на либерализма.. В своите „Два трактата за управлението на държавата“ (1690) той построява фундаменталната либерална теза, че правителството има правото да управлява само след като получи одобрението на управляваните, а не защото е олицетворение на божествената власт. След Лок, интелектуалната еволюция на либерализма продължава с епохата на Просвещението. Това е период на интелектуален разцвет, в който се подлагат на съмнение старите традиции и рационалността се възприема като основен житейски принцип. По този начин Просвещението оказва мощно влияние върху обществата в Северна Америка и Франция.
В Северна Америка Тринадесетте колонии са верни британски поданици десетилетия наред, но в края на 18 век сред колонистите се надига голямо недоволство поради липсата на техни политически представители в парламента на Великобритания. Това те интерпретират като незаконно незачитане на техните права и обявяват, че британските власти нямат право да ги облагат с данъци. До 1774 г. колонистите създават 13 местни правителства и изгонват представителите на британската администрация. Британската монархия отказва да удовлетвори исканията на своите задморски поданици и изпраща военни части, които да възстановят колониалното управление. Бойните сражения в последвалата война започват през 1775 година, през 1776 е обявена независимостта на САЩ, и до края на 1781 година колонистите побеждават. През 1787 новата нация провежда Конституционен конвент, с който се опитва да разреши неуредиците от Устава на конфедерацията. Приета е конституция, установяваща републиканска форма на управление от федерален тип. През 1789 година са приети първите десет поправки в конституцията, известни още като Закон за правата. Те гарантират зачитането на определени естествени права, които заемат централно място в либералната мисъл, и които се опитват да балансират сравнително силната федерална република и свободите на личността. Успехът на Американската революция вдъхновява дейците на много други революции от двете страни на Атлантическия океан.

### Френската революция
Три години след началото на Френската революция германският писател Йохан Волфганг фон Гьоте казва на победените пруски войници след Битката при Валми, че „от това място и от това време нататък започва нова ера в световната история, и всички вие можете да кажете, че сте присъствали на раждането ѝ.“ Историците в огромна степен разглеждат Революцията като едно от най-значителните събития в човешката история. Краят на ранното Ново време често се приписва на революцията от 1789 година.
Френската революция често се схваща като отбелязваща „зората на съвременната епоха“, а нейните сътресения са много често асоциирани с „триумфа на либерализма“. За либералите революцията е решителен момент, като по-късно либералите одобряват почти напълно Френската революция – „не само нейните последици, но и самия акт“. Френската революция започва през май 1789 година със свикването на Генералните щати. През първата година от революцията е превзета Бастилията (юли) и приета Декларацията за правата на човека и гражданина (август).
През следващите няколко години надмощие имат сблъсъците между различни либерални законодателни събрания и консервативната монархия, която е решена да предотврати извършването на големи реформи. През септември 1792 година Франция е провъзгласена за република. Външните конфликти и вътрешните боричкания значително радикализират Революцията, кулминирайки в ожесточената Якобинска диктатура, известна още като Терора. След падането на Робеспиер и якобинците, Директорията поема контрола върху френската държава през 1795 година и държи властта до 1799 година, когато е заменена от Консулата, ръководен от Наполеон Бонапарт.
Наполеон управлява като Първи консул близо 5 години, през които централизира властта и модернизира бюрокрацията. Наполеоновите войни, противопоставящи наследниците на революционната държава на старите европейски монархии, започват през 1805 и продължават 10 години. Френските войници разнасят из европейския континент ликвидирането на феодалната система, либерализирането на законите за собствеността, унищожаването на гилдиите, легализирането на браковете, разпадането на еврейските гета, колапса на Инквизицията, перманентното унищожение на Свещената Римска империя, елиминирането на църковните съдилища и религиозната власт, установяването на метричната система и на равенството по закон на всички мъже. Наполеон пише, че „народите на Германия, както на Франция, Италия и Испания, искат равенство и либерални идеи“, като според някои историци той е първият човек, употребяващ думата „либерален“ в политически смисъл. Той управлява чрез метод, който един историк определя като „гражданска диктатура“, която „черпи своята легитимност от пряката консултация с народа под формата на плебисцит“. Наполеон обаче невинаги изпълнява либералните идеали, които отстоява. Неговото може би най-значимо постижение – Наполеоновият кодекс – е „обект на подражание из целия свят“, но той също така увековечава дискриминацията срещу жените под знамето на „естествения ред“. Първата империя се сгромолясва през 1815 година, но този период на хаос и революция представя на света ново движение и идеология, които скоро ще обиколят цялото земно кълбо.

### Децата на революцията
През 19 век либералите искат да създадат свят, независим от (твърде голямата) правителствена намеса. Те защитават идеалите на негативната свобода, изразяваща се в липсата на принуда и на външни ограничения. Те вярват, че правителствата са тромава тежест и желаят правителствата да не се намесват в личния живот на хората. Същевременно, либералите настояват гражданските права да бъдат увеличени, а свободните пазари и свободната търговия да бъдат разширени. Вторият вид икономическа мисъл е формализиран от Адам Смит в монументалния му труд „Богатството на народите“ (1776), който революционизира икономиката и постановява „невидимата ръка“ на свободния пазар като саморегулиращ механизъм, който не е зависим от външна намеса. Приютен от либерализма, икономическият свят на лесе-фер се утвърждава през 19 век, главно в САЩ и Великобритания.
В политически план, либералите виждат 19 век като път, позволяващ им да изпълнят обещанията от 1789 година. Либералите в Испания (т.нар. „либералес“) – първата група, използваща либералния етикет в политически контекст – се бори за реализирането на Конституцията от 1812 година няколко десетилетия – първо със свалянето на монархията през 1820 година и установяването на триеньо либерал (три години либерално управление в страната, съпроводено от гражданска война), а после с победата над консервативните карлисти през 30-те години. Във Франция през 1830 година избухва т.нар. Юлска революция, която е оркестрирана от либерални политици и журналисти, и която в крайна сметка прекратява управлението на Бурбоните и вдъхновява други въстания и революции в Европа.
Неспокойствието, породено от бавния политически прогрес, възпламенява още по-грамадните революции от 1848 година. Революциите се разпространяват из Австрийската империя, германските държави и италианските държави. Правителствата падат от власт с голяма бързина. Либералните националисти настояват за писмени конституции, законодателни събрания от представители, по-обширни изборни права и свобода на печата. Във Франция е обявена втора република. Крепостничеството е отменено в Прусия, Галиция, Бохемия и Унгария. Клеменс фон Метерних шокира Европа с оставката си и последвалото паническо бягство във Великобритания.
В крайна сметка успехът на революционерите започва да се изпарява. Оставени без помощта на Франция, италианците са победени с лекота от австрийците. Австрия освен това успява да потисне изострящите се националистически настроения в Германия и Унгария, за което заслуга има Франкфуртското събрание, провалило се в опита си да консолидира германските държави в едно цяло. След като на власт идва по-кадърно ръководство, италианците и германците реализират мечтите си за независимост. Сардинският премиер Камило Бенсо (граф Кавур) е съобразителен либерал, който разбира, че единственият възможен начин, по който италианците могат да постигнат независимост, е те да получат подкрепата на Франция. Наполеон III склонява да изпълни призива на Кавур за помощ и след като Франция побеждава Австрия в края на Франко-австрийската война (1859), началото на италианската независимост е положено. Германското обединение е постигнато под ръководството на Ото фон Бисмарк, който унищожава враговете на Прусия война след война. Накрая той триумфира срещу Франция през 1871 година и обявява Германската империя в Огледалната зала във Версай. Французите обявяват третата република след загубата им във войната, и останалата част от френската история попада под републиканско влияние.
Либерализмът се разнася по света само няколко десетилетия след Френската революция. Либералните и консервативните борби в Испания се повтарят в Латинска Америка, в страни като Мексико и Еквадор. От 1857 до 1861 година Мексико е обхванато от кървавата Война на реформата, мощна вътрешна и идеологическа конфронтация между либерали и консерватори, завършила с победа на либералите. Ситуацията и резултатите в Еквадор са аналогични. Подобно на други държави в региона по това време Еквадор е разтърсен от смутове, като хората там са разделени на либерален и консервативен лагер. От тези конфликти Гарсия Морено установява консервативно правителство, което е свалено през 1895. Радикалните либерали, които свалят консерваторите, са водени от Елой Алфаро – агитатор, който ръководи изпълнението на редица социополитически реформи, включително отделянето на църквата от държавата, легализирането на развода и създаването на обществените училища.
Въпреки че либералите са активни в целия свят през 19 век, бъдещият образ на либерализма главно се формира във Великобритания. Либералните настроения, отприщени от революционната епоха на миналия век, в крайна сметка се съединяват в Либералната партия, формирана през 1859 година от различни радикални и вигски елементи. Либералите дават един от най-влиятелните премиери в британската история – Уилям Гладстон. Под неговото управление либералите реформират образователната система, отделят Ирландската църква от държавата и въвеждат тайните избори на парламентарните и местните избори. След Гладстон и след дълъг период на консервативно надмощие, либералите се завръщат победоносно на изборите през 1906 година, подпомогнати от гласоподавателите от работническата класа, които са притеснени от цените на хранителните продукти. След тази историческа победа либералите приемат нови принципи, различни от тези на класическия либерализъм, и полагат основите на бъдещата британска социална държава. Те установяват различни форми на здравно осигуряване, осигуряване на безработните, както и пенсии за възрастните работници. Този нов тип либерализъм по-късно ще завладее голяма част от света през 20 век.

### Конфликт и възобновяване
Началото на 20 век предвещава опасности за либерализма. Първата световна война се оказва предизвикателство за либералните демокрации, въпреки че те успяват да победят диктаторските държави от Централните сили. Войната ускорява колапса на по-старите форми на управление, включително империите и династиите. До края на войната броят на републиките в Европа достига 13, като през 1914 те са само 3. Това явление става най-отчетливо в Русия. Преди войната да започне руската монархия се олюлява заради военните загуби, нанесени от Япония, и политическите борби с кадетите – млад либерален блок в Думата. Изправен пред огромен дефицит в стоките от първа необходимост, както и масови бунтове в началото на 1917 година, цар Николай II абдикира през март. По този начин е прекъснато тривековното управление на династията Романови, а пред либералите се открива възможността да обявят република. Под несигурното ръководство на Александър Керенски Временното правителство не се справя добре с руското участие във войната. Петроградските работници реагират остро на тези обстоятелства, като те самите клонят все повече наляво. Болшевиките, комунистическа група, водена от Владимир Илич Ленин, се възползва от политическата възможност, която този безпорядък отваря, и предприемат втора революция, пак през същата година. Комунистическата победа се оказва сериозно препятствие пред либерализма, тъй като тя води до зараждането на редица тоталитарни режими. Икономическите проблеми, които разклащат Западния свят през 30-те години обаче, се оказват още по-унищожителни.
Голямата депресия променя либералния свят из основи. По време на Първата световна война съществуват намеци за нов либерализъм, но съвременният либерализъм се излюпва през 30-те години в отговор на Депресията, която вдъхновява Джон Мейнард Кейнс да постави революция в икономическата мисъл. Класическите либерали като например Лудвиг фон Мизес твърдят, че изцяло свободните пазари са оптималните икономически единици, способни на ефективно разпределение на ресурсите. С други думи, според тях след като измине достатъчно дълго време, напълно свободните пазари ще доведат до пълна заетост на населението и икономическа сигурност. Кейнс оглавява широк фронт, атакуващ класическата икономика и поддръжниците ѝ, твърдейки че напълно свободните пазари не са идеални, и че тежките икономически периоди изискват интервенцията (намесата) и инвестициите на държавата. Там, където пазарите се провалят при правилното разпределение на ресурсите, например, правителството трябва да стимулира икономиката, докато частният капитал не започне отново да тече. С такъв тип стратегия – влагане на пари в изоставащи части от икономиката – индустриалното производство би било тласнато напред.
Социаллибералната програма, започната от Франклин Рузвелт в САЩ – Новият курс, бива доста добре посрещната от американския народ. През 1933 година, когато Рузвелт е избран за президент, безработицата е около 25%. С помощта на данните за брутния национален продукт е изчислено, че ръстът на икономиката е спаднал до половината от стойността му, измерена в началото на 1929. Изборните победи на Рузвелт и Демократическата партия водят до голям бюджетен дефицит и широки благоустройствени дейности. През 1940 година нивото на безработицата спада до 15 процента. Допълнителните държавни разходи и грамадната благоустройствена програма, реализирана от Втората световна война, в крайна сметка издърпват САЩ от Голямата депресия. В периода 1940 – 41 правителствените разходи се увеличават с 59 процента и брутният вътрешен продукт скача със 17 процента. Безработицата също пада под 10% – за първи път от 1929 година. До 1945 година след обширни правителствени разходи, държавният дълг е 120% от БНП, но безработицата е де факто елиминирана. Повечето държави, които излизат от Голямата депресия, също го постигат с бюджетен дефицит и силна интервенция от страна на държавата.
Икономическите притеснения от този период водят до масови брожения в европейския политически свят и по този начин се поражда фашизмът – идеология и движение, което остро критикува либерализма. В общи линии фашистката идеология акцентира върху управлението на елита и абсолютното ръководство, отхвърлянето на равенството, налагането на патриархален ред, непреклонна преданост към войната като инструмент на естественото поведение, както и елиминирането на смятаните за по-низши и подчовешки групи или етноси от националната структура. Фашистките и националистическите недоволства от 30-те години достигат своя апогей през Втората световна война – най-унищожителният конфликт в човешката история. Съюзниците (страните, обединени срещу Германия, Италия и техните съюзници), постигат надмощие до 1945 година, и тяхната победа подготвя началото на Студената война между комунистическите страни и либералните демокрации. Студената война включва разгорещено идеологическо съревнование и няколко наместнически войни (войни, водени привидно между определени държави, но всъщност даващи поле за военна изява на по-големи държави). Докато комунистическите и либералдемократичните страни се състезават помежду си, икономическата криза през 70-те години води до временно отдалечаване от идеите на кейнсианството сред много от западните правителства. Това възраждане на класическия либерализъм, известно още като неолиберализъм, е особено влиятелно през 80-те и 90-те години, и води до приватизацията на предприятия, които дотогава са държавна собственост. Скорошните икономически трусове обаче водят до съживяване на кейнсианството. Освен това в края на 20 век комунистическите режими в Източна Европа се срутват стремглаво, оставяйки либералната демокрация като единствената основна форма на управление. В началото на Втората световна война броят на демокрациите по света е приблизително същият, какъвто е 40 години преди това. След 1945 година либералните демокрации се разпространяват много бързо. През 1974 година около 75% от всички държави са смятани за диктатури, но днес повече от половината държави по света са демокрации. Либералните демокрации обаче са изправени пред няколко препятствия, включително разпространението на тероризма и разрастването на религиозния фундаментализъм. Възходът на Китай също застрашава западния либерализъм със своята смесица от авторитаризъм и капитализъм.

## Философия
Както в качеството си на политическо течение, така и като интелектуална традиция, либерализмът е предимно съвременно явление, което води своето начало от 17 век. Важно е да се направи уговорката, че за някои либерални философски идеи могат да се открият предшественици в класическата античност. Римският император Марк Аврелий възхвалява „идеята за онази политическа общност, която е управлявана с внимание към равноправието и равната свобода на словото, както и идеята за царско управление, което уважава преди всичко свободата на управляваните“. Учените също така са идентифицирали няколко принципа, познати на съвременните либерали от творбите на различни софисти и от Погребалното слово на Перикъл. Либералната философия е изучила и популяризирала някои от най-важните и спорни принципи, залегнали в основата на съвременния свят. Нейната огромна научна и академична производствена мощност е била характеризирана като съдържаща „богатство и разнообразие“, но като последица от това разнообразие либерализмът често използва различни формулировки и поставя трудност пред всеки, който иска да открие ясна дефиниция.

### Основни теми
Въпреки че всички либерални доктрини споделят общ произход, учените често приемат, че те съдържат „отделни и често противоречащи си мисловни линии“. Целите на теоретиците и философите на либерализма са различни в различните времена, култури и континенти. Разнообразието на либерализма може да бъде подразбрано от многобройните прилагателни, които либералните мислители и движения прикачват към самия термин либерализъм. Той бива класически, егалитарен, икономически, социален, либерализъм на социалната държава, етически, хуманистичен, деонтологичен, перфекционистки, демократически, институционален, както и други.
Въпреки всички тези вариации, либералната мисъл изтъква на преден план няколко устойчиви и фундаментални концепции. Дълбоко в корените си, либерализмът е философия за смисъла на човешкото и обществото. Политическият философ Джон Грей идентифицира следните общи черти в либералната мисъл: индивидуализъм, егалитаризъм, мелиоризъм и универсализъм. Индивидуалистичният елемент заявява етичното начало у човека, което се противопоставя срещу натиска на социалния колективизъм. Егалитарният елемент придава еднаква морална стойност и статут на всички хора. Мелиористкият елемент отстоява съждението, че идните поколения могат да подобрят своя социополитически ред, а универсалисткият елемент утвърждава моралното единство на човешкия род и маргинализира местните културни различия. Мелиористкият елемент често е обект на дебати. Той е защитаван от мислители като Имануел Кант, вярващи в човешкия прогрес, и е нападан от други като Жан-Жак Русо, които смятат, че човешките опити за подобрение чрез социално сътрудничество биха се провалили.
Когато описва либералния манталитет, Грей казва, че „той е вдъхновен от скептицизма и от фидеистичната сигурност в божественото откровение [...] той възвеличава властта на разума, дори когато в различни контексти се опитва да принизи твърденията на разума.“ Либерално-философската традиция търси утвърждение и оправдание с помощта на няколко интелектуални проекта. Моралните и политически предположения на либерализма се основават на традиции като естествените права и утилитарната теория, въпреки че понякога либералите искат подкрепа даже и от научни и религиозни кръгове. Учените откриват следните общи черти във всички тези либерални елементи и традиции: вярата в равенството и индивидуалната свобода, подкрепата за частната собственост и личните права, подкрепата за конституционно правителство с ограничени правомощия и признанието на необходимостта от ценности от вида на плурализъм, толерантност, автономност и съгласие.
Либералите приемат, че войната понякога е необходима, но за разлика от неоконсерваторите смятат, че употребата на едностранна сила е грешна сама по себе си, и единствено би създала порочен кръг на насилие.

### Класически и съвременен
Ранните либерали като Томас Хобс, Джон Лок и Барух Спиноза се опитват да определят целта на правителството в либералното общество. Според тях осигуряването на най-съществените удобства на живота – свободата, частната собственост и други – изискват формирането на суверенна власт с универсална юрисдикция. По същество, твърдят те, хората се подчиняват на инстинктите си за оцеляване и самосъхранение. Поради това, единственият начин да избегнат подобен опасен начин на съществуване е да създадат обща и върховна властова институция, която да има способността да разрешава човешките конфликти. Тази институция може да се установи в гражданско общество, което позволява на индивидите да създадат доброволен обществен договор със суверенна власт. Естествените права се предават на тази власт, а в замяна хората получават защита на живота, свободата и собствеността. Тези ранни либерали често имат противоречия по отношение на най-подходящата форма на управление, но споделят вярата, че свободата е естествена и за нейното ограничение са необходими солидни причини. Либералите вярват в ограниченото правителство, въпреки че някои философи порицават правителствата изобщо. Томас Пейн например пише, че „правителството, дори в най-доброто си състояние, е необходимо зло“.
В стремежа си да ограничат властта на правителството, либерални теоретици като Джеймс Мадисън и Шарл дьо Монтескьо достигат до идеята за разделение на властите. Това е система, насочена към равното разделение на правителствената власт сред изпълнителните, законодателните и съдебните органи. Правителствата трябва да разберат, че лошото и неправилно управление дава на хората властта да свалят властващия ред, дори с цената на пряко насилие и революция. Съвременните либерали, дълбоко повлияни от социалния либерализъм, продължават да подкрепят ограничените конституционални правителства, като същевременно изразяват подкрепа за държавните услуги и осигуряването на равни права. Съвременните либерали твърдят, че формалните или официалните гаранции за лични права са без значение, когато хората нямат материалните средства да получат облага от тези права. Затова, те настояват правителствата да поемат по-голяма роля при управлението на икономиката. Ранните либерали също така подготвят почвата за отделянето на църквата от държавата. Като наследници на Просвещението, либералите вярват, че който и да е социален и политически ред еманира от човешките взаимоотношения, а не от някаква божествена воля. Много либерали открито нападат самата религиозна вяра, но повечето се занимават с критиката срещу симбиозата на религиозната и политическата власт. Те твърдят, че вярата може да просъществува сама, без да бъде организирана или подкрепяна от държавната власт.
Освен че определят ясна роля на правителството в съвременното общество, либералите също така отделят голямо внимание върху значението и естеството на най-важния принцип в либералната философия: свободата. От 17 до 19 век либералите – от Адам Смит до Джон Стюарт Мил – концептуализират свободата като отсъствието на намеса от страна на правителството и от страна на други хора. Те твърдят, че всички хора трябва да разполагат със свободата да развиват своите уникални способности и възможности без да бъдат саботирани. В своя труд „За свободата“, едно от класическите произведения в либералната философия, Мил заявява, че „единствената свобода, която заслужава името, е да търсим собственото ни добро по нашия собствен начин.“ Подкрепата за лесе-фер капитализма често се асоциира с този принцип. Фридрих Хайек твърди в „Пътят към робството“ (1944), че разчитането на свободните пазари ще попречи на образуването на тоталитарен контрол от държавата.
В края на 19 век се появява нова концепция за свободата. Този нов вид свобода става известен като позитивна свобода и е развит от британския философ Томас Хил Грийн. Грийн отхвърля идеята, че хората се ръководят предимно от собствения си интерес, и подчертава сложните обстоятелства, които играят роля при еволюцията на моралната ни същност. В много важна стъпка напред за съвременния либерализъм, той предписва на социалните и на политическите институции да се борят за личната свобода и идентичност. Предвиждайки новата свобода като свободата да действаш, за разлика от свободата от страдание, причинено от чужди действия, Грийн пише следното:
| “ | Ако въобще някога е било смислено да пожелаем, че употребата на думи е различна от сегашната...човек може да бъде склонен да пожелае, че терминът свобода е ограничен до...свободата на човек да прави това, което желае. | ” |

Вместо предишните либерални виждания за обществото като сбор от егоистични личности, Грийн разглежда обществото като органично цяло, в което всички хора имат задължението да се борят за общото благо. Идеите му се разпространяват бързо и се развиват от други мислители като Л.Т. Хобхаус и Джон Хобсън. Само след няколко години този нов либерализъм се превръща в основната социална и политическа програма на британската Либерална партия, както и на много други партии по света през 20 век. Освен че изучават негативната и позитивната свобода, либералите се опитват да разберат взаимоотношението между свободата и демокрацията. В опитите си да увеличат изборните права, те откриват, че хората, които са изключени от демократичния процес на вземане на решения, са изложени на тиранията на мнозинството. Тиранията на мнозинството е понятие, обяснено от Мил в „За свободата“ и от Токвил в „Демокрацията в Америка“. В отговор на това либералите започват да изискват по-големи гаранции, че мнозинството няма да потъпче правата на малцинствата.
Освен свободата, либералите развиват няколко други принципи, които са важни от гледна точка на построяването на философската им структура. Те обръщат внимание, например, върху равенството, плурализма и толерантността. Подчертавайки объркването по първия принцип, Волтер коментира, че „равенството е понякога най-естественото, а понякога и най-химеричното нещо“. Всички форми на либерализъм приемат, в някакъв основен смисъл, че индивидите са равни. С други думи никой не може да се възползва от ползите от либералното общество повече от когото и да било друг, и хората са равни субекти пред закона. Вече извън рамките на тази основна концепция, либералните теоретици се разминават спрямо разбирането си за равенството. Американският философ Джон Ролс подчертава нуждата да се осигури не само равенство пред закона, но също така и равно разпределение на материални ресурси, така че всички хора да могат да реализират своите житейски аспирации. Либертарианският мислител Робърт Нозик не споделя тази идея и се придържа към разбиранията на Лок за равенството. С цел доразвиването на свободата, либералите се борят за идеали като плурализъм и толерантност. Под плурализъм либералите имат предвид разпространението на мнения и вярвания, които характеризират стабилния социален ред. За разлика от много от своите конкуренти и предшественици, либералите не се стремят към конформизъм и хомогенност, както много хора мислят. Техните усилия са по-скоро насочени към установяването на главна рамка, която да хармонизира и минимизира конфликтиращите гледни точки, но същевременно да позволи на тези гледни точки да съществуват и да се обогатяват. В либералната философия плурализмът лесно води до толерантност. Тъй като хората често имат противоположни гледни точки, либералите смятат, че правото на несъгласие трябва да бъде подкрепяно и да бъде уважавано. Либералната перспектива за толерантността е, че тя е първоначално свързана с религиозната толерантност. Спиноза например осъжда „глупостта на религиозните гонения и идеологическите войни“. Толерантността също така играе роля в идеите на Кант и Джон Стюарт Мил. И двамата мислители твърдят, че в обществото има различни схващания за добрия етичен живот, и хората трябва да имат свободата да направят своя избор, без да се намесва държавата или други хора.

### Критика и подкрепа
Либерализмът е обект както на бурна критика, така и на яростна подкрепа от различни идеологически групи. Някои учени, например, изказват предположението, че феминизмът е породен от либерализма. Други са на мнение, че либералната демокрация не може да реализира нуждите на феминизма. Либералният феминизъм – който е доминираща традиция във феминистичната история – се надява да изкорени всички бариери пред половото равенство. Той твърди, че тези бариери лишават от съдържание индивидуалните права и свободи, които либералния социален ред уж гарантира. Британският философ Мери Уолстънкрафт често е смятана за пионер в либералния феминизъм. Нейната книга „Защита на правата на жената“ (1792) разширява границите на либерализма и включва жените в политическата структура на либералното общество.
С много по-малко дружелюбност към целите на либерализма се отнася консерватизмът. Подобно на либерализма, консерватизмът е сложна и аморфна философска традиция, която претендира за приемственост от няколко интелектуални течения от последните три века. Едмънд Бърк, считан за първия голям представител на съвременната консервативна мисъл, излага остра критика срещу Френската революция, като атакува либералните разбирания за властта на рационалността и естественото равенство на всички хора. Консерваторите също така атакуват либералните стремежи към прогрес и материално подобрение, които определят като безразсъдни. Те твърдят, че подобни помисли подриват социалните ценности, които са залегнали в основата на общността и целостта. Някои вариации на консерватизма обаче, например либералния консерватизъм, подкрепят част от идеите на класическия либерализъм – например децентрализираното управление и процъфтяването на капитализма.
Още по-несигурно е отношението между либерализма и социализма. Социализмът започва като монолитна идеология през 19 век, главно благодарение на трудовете на Карл Маркс, но в следващите няколко десетилетия се разклонява на няколко течения. Маркс отрича основните аспекти на либералната теория и се надява, че либералните различия между обществото и индивида ще бъдат заличени. Според него тези две понятия трябва да бъдат слети в едно цяло, с което да предотвратят развитието на капиталистическия ред от 19 век. След смъртта на Маркс най-големият клон на социализма става социалната демокрация, която може накратко да се дефинира като проект, целящ да отстрани дефектите на капитализма. Това би станало като се редуцират неравенствата, съществуващи в икономическата система. Няколко коментатори отбелязват съществени прилики между социалния либерализъм и социалната демокрация. Един политолог дори нарича американския либерализъм „контрабандна социална демокрация“ заради липсата на значителни социалдемократични традиции в САЩ, които либералите се опитват да установят. Друго движение, асоциирано със съвременната демокрация – християнската демокрация – си поставя за задача да разпространи католическите социални идеи, и съответно получава мащабна подкрепа в няколко европейски държави. Отначало християнската демокрация се развива като реакция срещу индустриализацията и урбанизацията, характерни за лесе-фер през 19 век. Въпреки тези сложни взаимоотношения, някои учени твърдят, че либерализмът всъщност „отрича идеологическото мислене“ изобщо, главно защото подобно мислене може да доведе до нереалистични очаквания в човешкото общество.

## Развитие по света
Либерализмът често е определян като доминиращата идеология в съвременността. В геополитически аспект, либералите образуват организации в най-различни части на света. В много страни могат да се срещнат либерални партии, мозъчни тръстове (наричани също тинк-танкове) и други институции, макар че те подкрепят различни каузи на базата на своята идеологическа ориентация. Либералните партии биват центристко-леви, центристки и центристко-десни в зависимост от разположението си. Освен това те могат да се разделят на такива, подкрепящи социалния либерализъм, и други, придържащи се към класическия либерализъм. Всички либерални партии и политици обаче споделят основни характеристики, сред които са подкрепата за гражданските права и демократичните институции. На световно равнище много от либералите са обединени в Либералния интернационал, в който членуват над 100 влиятелни либерални партии и организации от различни краища на идеологическия спектър. Някои от партиите в ЛИ са сред най-известните в света, например Либералната партия на Канада, а други като Либералната партия на Гибралтар са с изключително малък размер. В регионален план либералите са организирани чрез различни институции според преобладаващия геополитически контекст. В Европейския парламент, например, Алиансът на либералите и демократите за Европа е преобладаващата група, представляваща интересите на европейските либерали.

### Европа
Либерализмът има големи традиции в Европа, датиращи още от 17 век. Учените често разделят тези традиции на два клона: английски и френски. Английският клон подчертава подсилването на демократичните ценности и конституционалните реформи. Френският клон отрича авторитарните политически и икономически структури, както и участието в изграждането на нацията. Континенталният френски клон е прорязан от разногласията между умерените и прогресивните либерали: умерените проявяват афинитет към елитаризма, а прогресивните подкрепят универсализирането на фундаментални институции, например въвеждането на универсално избирателно право, универсално образование и увеличаване на правата върху собствеността. С течение на времето умерените либерали излизат на преден план като бранителите на континенталния либерализъм. Виден пример, илюстриращ тези противоречия, е немската Свободна демократическа партия, която в своята история е била раздвоявана между фракциите на националните либерали и социалните либерали.
Преди Първата световна война либералните партии доминират в европейското политическо пространство, но в началото на 20 век те са постепенно отслабени от социалистите и социалдемократите. След Втората световна война либералните партии постигат различни резултати: някои от тях се укрепват, а други неотклонно отслабват. След разпадането на Съветския съюз и комунистическите режими в Източна Европа в края на 80-те и началото на 90-те години се създават подходящи условия, довеждащи до създаването на много либерални партии в този регион. Някои от тези партии, като например словенската Либерална демокрация на Словения и литовският Нов съюз (социални либерали), са определяни като центристко-леви. Други либерални партии, сред които румънската Национална либерална партия, са идентифицирани като центристко-десни.
В Западна Европа някои от либералните партии претърпяват обновяване и трансформации и след разочарования от миналото, отново застават на политическата карта. Един от най-солидните примери в това отношение са партията „Либерални демократи“ във Великобритания. „Либерални демократи“ са наследници на някога силната Либерална партия, която губи огромна част от подкрепата си за сметка на Лейбъристката партия в началото на 20 век. След като почти напълно изчезват от британската политическа сцена, Либералната партия се обединява със Социалдемократическата партия (отцепници от лейбъристите) през 1988 година и сформират днешната партия „Либерални демократи“. Новата партия печели значителна подкрепа на парламентарните и на местните избори в началото на 21 век.
Както във Великобритания, така и в Западна Европа, либералните партии често сътрудничат със социалистическите и социалдемократическите партии, както например се случва в Нидерландия в края на 90-те години, когато се сформира Лилавата коалиция. Лилавата коалиция, една от най-значимите в нидерландската история, събира в една формация прогресивните лявоцентристи от Демократи 66, класическите либерали и дясноцентристи от Народна партия за свобода и демокрация и социалистите от Партията на труда – необичайна комбинация, която довежда до легализирането на еднополовите бракове, евтаназията и проституцията.

### Северна и Южна Америка
Допълнителни статии: Либерализмът в САЩ
В съвременна Северна Америка, за разлика от Европа, под либерализъм почти винаги се разбира социален либерализъм. В академичната литература, например, канадската Либерална партия и американската Демократическа партия често биват определяни като съвременни либерални или центристко-леви организации. Сумарно за 20 век, в Канада Либералната партия управлява държавата близо 70 години. Партията излъчва едни от най-влиятелните премиери в канадската история, сред които се открояват Пиер Трюдо и Жан Кретиен. Освен това тя носи отговорност за развитието на канадската социална държава. Огромният успех на канадските либерали – който като цяло е безпрецедентен в либералния демократичен свят, подтиква много политически анализатори да ги определят като естествената управляваща партия в страната.
В Съединените щати съвременният либерализъм води началото си от успешното президентство на Франклин Делано Рузвелт, който полага основите на т.нар. Нов курс след пораженията от Голямата депресия и печели невижданите 4 поредни президентски избори. Джон Ф. Кенеди, който сам се определя като либерал, дефинира термина либерал като „някой, който гледа напред, а не назад, някой, който приветства нови идеи без сковани реакции... някой, който се безпокои за благосъстоянието на хората.“ В края на 20 век в Републиканската партия на САЩ се образува консервативна реакция срещу типа либерализъм, зад който стоят Рузвелт и Кенеди. Този вид консерватизъм реагира основно срещу гражданските вълнения и културните промени, които излизат наяве през 60-те години. Така на власт идват президенти като Роналд Рейгън, Джордж Х. У. Буш и Джордж У. Буш. Икономическите тревоги в началото на 21 век обаче спомагат за избирането на Барак Обама на президентските избори през 2008 година, чиято политика съдейства за възраждането на социалния либерализъм.
В Латинска Америка либералните вълнения датират от 19 век, когато либерални групи в редица страни от региона често водят борби срещу управляващите консервативни режими и дори ги свалят от власт. С либералните революции в страни като Мексико и Еквадор се открива Новата история в Латинска Америка. Латиноамериканските либерали обикновено поставят акцент върху свободната търговия, частната собственост и антиклерикализма. Днес класическите либерали в Латинска Америка са организирани в т.нар. Либерална мрежа на Латинска Америка, която обединява няколко дузини либерални партии и организации. Някои големи либерални партии продължават обаче да отстояват социални либерални принципи и идеи. Пример в това отношение е Колумбийската либерална партия, която е член на Социалистическия интернационал. Друга известна такава партия е парагвайската Автентична радикална либерална партия, една от най-силните в страната, която е класифицирана като лявоцентристка.

### Азия и Африка
В Азия либерализмът е много по-млад, отколкото в Европа и двете Америки. Либералите са организирани в Съвета на азиатските либерали и демократи, който включва силни партии като Либералната партия на Филипините, Демократическата прогресивна партия в Тайван и Демократическата партия в Тайланд. Индия и Австралия са страни, в които може да бъде намерено значително либерално влияние.
В Австралия главен представител на либерализма е дясноцентристката Либерална партия. Либералите в Австралия подкрепят свободните пазари, както и социалния консерватизъм. В Индия – най-голямата по население демократична страна в света – Индийския национален конгрес от дълго време доминира в индийските политически процеси. ИНК е основан в края на 19 век от либерални националисти, които настояват Индия да стане по-либерална и автономна. Либерализмът продължава да бъде главната идеологическа основа в партията в първите години на 20 век, но постепенно той е изместен от социализма. Борбата, водена от ИНК, в крайна сметка помага за спечелването на независимостта на Индия от Великобритания. В днешни времена партията приема по-скоро либерални наклонности, което се изразява в едновременното застъпване за свободните пазари и за социалната справедливост. В своя манифест от 2009 година ИНК възвеличава „светския и либералния“ индийски национализъм, който противопоставя на нативизма, комунализма и консерватизма, който според ИНК е застъпен от десните партии. В общи линии, главната тема в азиатския либерализъм през последните няколко десетилетия е възходът на демократизацията като средство за бърза икономическа модернизация на континента. В държави като Мианмар обаче, либералната демокрация е заменена с военна диктатура.
В Африка либерализмът е относително неукрепнал. Сравнително неотдавна обаче, либералните парти и институции правят опити да спечелят политическата власт. На континентално равнище либералите са организирани в Африканската либерална мрежа, която включва влиятелни партии като Народното движение в Мароко, Сенегалската демократическа партия и Събранието на републиканците в Кот д'Ивоар. ЮАР изпъква сред африканските страни със своята значителна либерална традиция. В средата на 20 век Либералната партия и Прогресивната партия са формирани, за да се противопоставят на Апартейда, институционализиран от правителството. Либералите формират мултирасова партия, която в началото на съществуването си получава значителна подкрепа от урбанизираните африканци и белите с висше образование. Тя също така се радва на поддръжници от „вестернизираните сектори на селячеството“, като публичните им събрания се посещават от множество черни африканци. Партията има 7000 члена във връхната си точка, въпреки че не притежава достатъчно голяма притегателна сила за бялото население, за да извърши осезаеми политически промени. Либералите са разформировани през 1968 година, след като правителството прокарва закон, забраняващ на всички партии да имат мултирасова членска маса. В настоящето либерализмът в ЮАР е представен от Демократическия алианс, официалната опозиционна партия на управляващия Африкански национален конгрес. Демократическият алианс е втората по големина партия в Националното събрание.

## Известни представители
17 век
- Джон Лок
- Шарл дьо Монтескьо
- Волтер

18 век
- Бенджамин Франклин
- Адам Смит
- Имануел Кант
- Томас Джеферсън
- Вилхелм фон Хумболт

19 век
- Алексис дьо Токвил
- Алфред Вебер
- Вернер фон Сименс
- Джон Стюарт Мил
- Макс Вебер
- Теодор Хойс

20 век
- Андрю Моравчик
- Джон Ролс
- Карл Попър
- Ото Граф Ламсдорф
- Ралф Дарендорф
- Ханс-Дитрих Геншер

В България
- Васил Радославов
- Георги Странски
- Драган Цанков
- Захарий Стоянов
- Константин Величков
- Петко Каравелов
- Петко Славейков
- Петър Пешев
- Симеон Радев
- Стефан Стамболов
- Тодор Икономов